# Sparganium erectum
Sparganium erectum ("platanaria") es una planta de la familia de las esparganiáceas.

## Descripción
La platanaria es una vivaz, semiterrestre y robusta de 0,3-2 m de alto, provista de rizomas reptantes, sinuosos y algo coriáceos. Se distingue por su inflorescencia, normalmente muy ramosa. Sus hojas son una prolongación de una larga vaina ajustada al tallo. Son erectas, lineares, graminiformes, de sección triangular en la base y planas hacia el ápice. Las flores aparecen en glomérulos situados en inflorescencias ramificadas. Son unisexuales, con las envolturas florales externas sin diferenciar (aunque las más externas son gruesas y con el ápice negruzco), secas y papiráceas. Semillas provistas de 6-10 costillas longitudinales. Florece desde finales de primavera y a lo largo del verano.

## Hábitat
En aguas poco profundas de ríos y embalses.

## Distribución
Toda Europa excepto Islandia.